# Angiotensyna

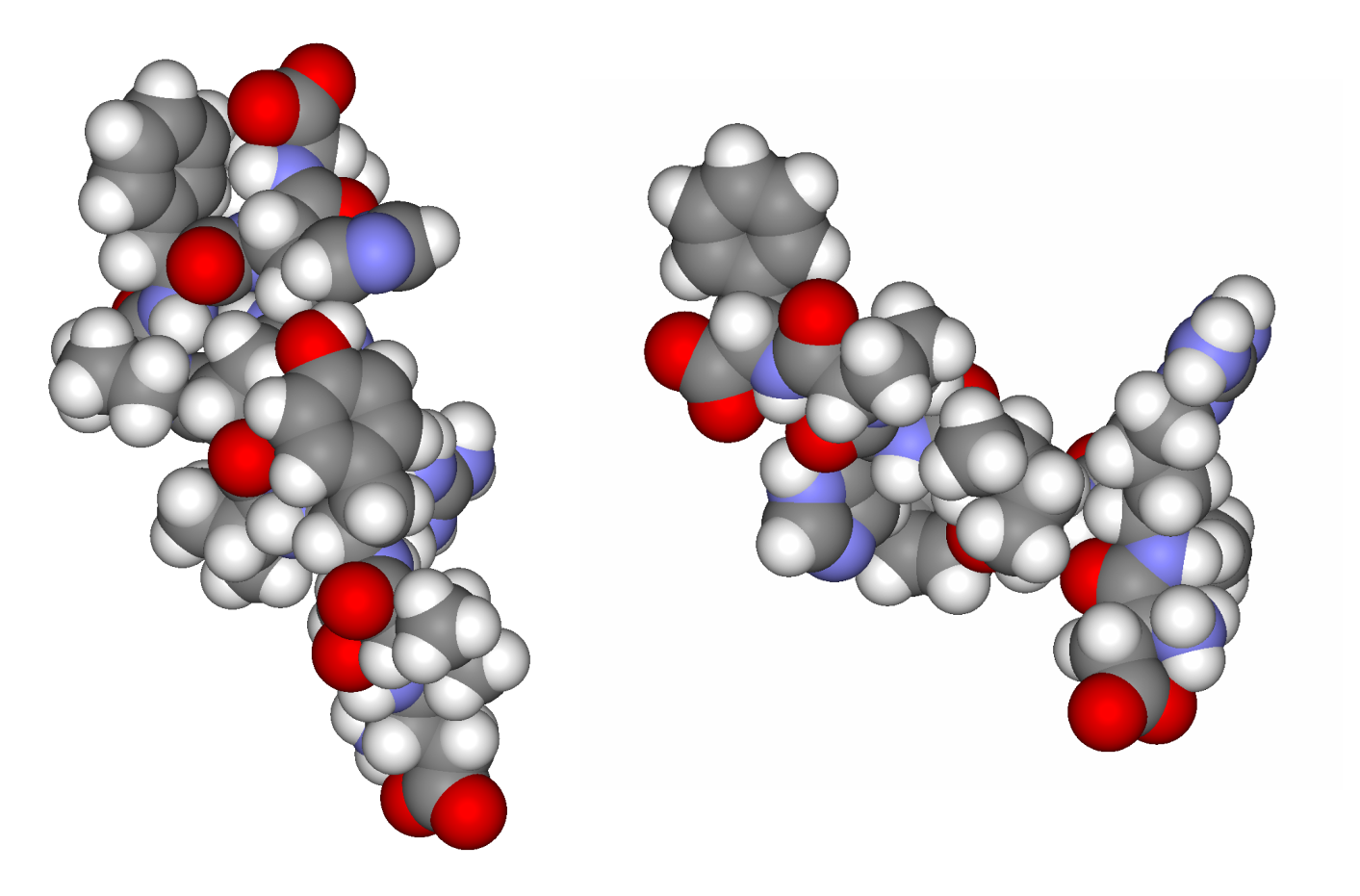
Modele angiotensyny I (po lewej) i II (po prawej)

Szlak przemian angiotensynogenu. Na zielonym tle przedstawiono związki wykazujące aktywność biologiczną, na szarym – bez takiej aktywności.

Angiotensyna – hormon peptydowy wchodzący w skład układu hormonalnego RAA, którego zadaniem jest kontrola stężenia jonów sodowych i potasowych w organizmie. Angiotensyny stymulują wydzielanie mineralokortykosteroidu aldosteronu.

## Angiotensynogen (α2-globulina)
Angiotensynogen (inaczej α2-globulina) jest jednym z białek osocza krwi odpowiedzialnym za transport kwasów tłuszczowych i hormonów steroidowych, jak i również prohormonem angiotensyny I. Składa się z 453 reszt aminokwasowych i jest wydzielany głównie przez wątrobę.

## Angiotensyna I (AI)
H2N-Asp-Arg-Val-Tyr-Ile-His-Pro-Phe-His-Leu-COOH
Renina (inaczej angiotensynogenaza) katalizuje przemianę białkowego angiotensynogenu w dekapeptyd angiotensynę I (AI) zachodzącą w wątrobie. Sama angiotensyna I nie wykazuje aktywności biologicznej i jest bezpośrednim prekursorem angiotensyny II i angiotensyny 1-9 oraz pośrednim innych angiotensyn takich jak angiotensyny 1-7.

## Angiotensyna II (AII, AT)
H2N-Asp-Arg-Val-Tyr-Ile-His-Pro-Phe-COOH
W naczyniach krwionośnych płuc, pod wpływem enzymu ACE1/CD 143 (konwertaza angiotensyny, kininaza II) i poprzez usunięcie histydyny i leucyny, znajdujących się na końcu łańcucha peptydowego angiotensyny I powstaje oktapeptyd angiotensyna II (AII lub AT). Angiotensyna II wykazuje najsilniejsze działanie kurczące błonę mięśniową naczyń krwionośnych.
Angiotensyna II jest jednym z najbardziej efektywnych regulatorów ciśnienia krwi; wywołuje silny skurcz mięśniówki drobnych naczyń krwionośnych i znacząco podnosi ciśnienie tętnicze krwi, tym samym zwiększając częstotliwość pracy serca. Angiotensyna II reguluje również homeostazę wodno-elektrolitową organizmu, pobudzenie współczulnego układu nerwowego oraz biosyntezę i wydzielanie niektórych hormonów kory nadnerczy (tak zwane kortykosteroidy).
Inne enzymy katalizujące przemianę angiotensyny I w angiotensynę II to chymazy (wytwarzane m.in. w sercu) i katopepsyny.

## Angiotensyna III (AIII)
H2N-Arg-Val-Tyr-Ile-His-Pro-Phe-COOH
Pod wpływem aminopeptydaz angiotensyna II może przekształcić się w heptapeptyd angiotensynę III (AIII). Przemiana ta, pod względem chemicznym, polega na usunięciu z łańcucha peptydowego angiotensyny II kwasu asparaginowego, aminokwasu o charakterze kwaśnym. Angiotensyna III wykazuje aktywność naczyniową o 60% mniejszą od angiotensyny II, jednak jej wydajność w produkcji aldosteronu jest największa.

## Angiotensyna IV (AIV)
H2N-Val-Tyr-Ile-His-Pro-Phe-COOH
Heksapeptyd angiotensyna IV (AIV) wykazuje najmniejszą aktywność biologiczną.

## Angiotensyna 1-7
Istnieje także szlak, który powoduje przekształcenie angiotensyny II w później poznaną angiotensynę 1-7. W przekształceniu tym uczestniczy egzopeptydaza ACE2, który oddziałując na angiotensynę II powoduje powstanie angiotensyny 1-7. Angiotensyna 1-7 ma działanie odwrotne do angiotensyny II - działa wazodylatacyjnie, zmniejsza wydzielanie hormonu antydiuretycznego i w konsekwencji obniża ciśnienie krwi. Ponadto ma mieć działanie antyproliferacyjne, przeciwzakrzepowe i hamujące procesy włóknienia. Podczas inhibicji konwertazy angiotensyny I, może nastąpić krótkotrwały wzrost angiotensyny 1-7, na skutek zablokowania degradacji tego czynnika. Przy długotrwałym stosowaniu dochodzi jednak do obniżenia stężenia osoczowego angiotensyny 1-7. Wzrost angiotensyny 1-7 obserwuje się podczas terapii sartanami.
Stąd też nowsze podejście do układu renina-angiotensyna-aldosteron zmierza w stronę dwóch przeciwstawiających się osi, opartych na podnoszącej ciśnienie angiotensynie II oraz obniżającej ciśnienie angiotensynie 1-7. Według tej koncepcji miałaby się wykształcać równowaga między oboma szlakami. Temat jest nadal (2016) przedmiotem badań.